# Kaap Froward
Kaap Froward is het meest zuidelijke punt op het vasteland van Zuid-Amerika. De kaap ligt op de noordelijke oever van Straat Magellaan en vormt de zuidpunt van het schiereiland Península de Brunswick, in de Chileense regio Magallanes y la Antártica Chilena.
De Engelse ontdekkingsreiziger Thomas Cavendish vernoemde de kaap in januari 1587 naar het ruwe klimaat met regen en wind.
Op de heuvel van de kaap is een groot metalen kruis opgericht (Cruz de los Mares, Kruis van de Zeeën) ter ere van het bezoek, in 1987, van Paus Johannes Paulus II aan Chili. In 1913 werd hier voor het eerst een kruis geplaatst, dat diverse malen moest worden vernieuwd als gevolg van de slechte weersomstandigheden.